# Turnor Lake194
Turnor Lake194 är ett reservat i Kanada.   Det ligger i provinsen Saskatchewan, i den centrala delen av landet, 2 600 km väster om huvudstaden Ottawa. Turnor Lake194 ligger vid sjön Little Point Lake.
I omgivningarna runt Turnor Lake194 växer i huvudsak blandskog. Trakten runt Turnor Lake194 är nära nog obefolkad, med mindre än två invånare per kvadratkilometer.